# Себолиду
Себолиду (порт. Sebolido) — район (фрегезия) в Португалии, входит в округ Порту. Является составной частью муниципалитета Пенафиел. По старому административному делению входил в провинцию Дору-Литорал. Входит в экономико-статистический субрегион Тамега, который входит в Северный регион. Население составляет 945 человек на 2001 год. Занимает площадь 5,54 км².
Покровителем района считается Апостол Павел (порт. São Paulo). 